# Dolicharthria aetnaealis
Dolicharthria aetnaealis là một loài bướm đêm trong họ Crambidae.